# III. třída okresu Náchod 2007/2008
V soubojích fotbalové III. třídy okresu Náchod 2007/2008, jedné ze skupin 9. nejvyšší fotbalové soutěže, se utkalo 8 týmů dvoukolovým systémem podzim – jaro. Tento ročník skončil v červnu 2008.
Postup do II. třídy okresu Náchod 2008/2009 si zajistil vítězný tým TJ Červený Kostelec „B“. Nikdo nesestupoval, jde o nejnižší soutěž.

## Výsledná tabulka
| Poř. | Tým                              | Z  | V  | R | P  | VG | OG | B  |
| ---- | -------------------------------- | -- | -- | - | -- | -- | -- | -- |
| 1.   | TJ Červený Kostelec „B“          | 14 | 12 | 2 | 0  | 72 | 11 | 38 |
| 2.   | MFK Nové Město nad Metují „B“    | 14 | 11 | 1 | 2  | 50 | 27 | 34 |
| 3.   | TJ Sokol Heřmánkovice            | 14 | 7  | 2 | 5  | 49 | 43 | 23 |
| 4.   | TJ Sokol Otovice                 | 14 | 7  | 1 | 6  | 26 | 34 | 22 |
| 5.   | TJ Slavoj Teplice nad Metují „B“ | 14 | 6  | 2 | 6  | 44 | 28 | 20 |
| 6.   | SK Roma Velká Ves                | 14 | 6  | 0 | 8  | 35 | 47 | 18 |
| 7.   | TJ Sokol Ruprechtice             | 14 | 1  | 3 | 10 | 28 | 66 | 6  |
| 8.   | TJ Sokol Šonov                   | 14 | 0  | 1 | 13 | 8  | 56 | 1  |

Poznámky:
- Z = Odehrané zápasy; V = Vítězství; R = Remízy; P = Prohry; VG = Vstřelené góly; OG = Obdržené góly; B = Body; (S) = Mužstvo sestoupivší z vyšší soutěže; (N) = Mužstvo postoupivší z nižší soutěže (nováček)

|  | Postup do II. třídy okresu Náchod 2008/2009 |